# Tym (Ob)
Der Tym (russisch Тым) ist ein 950 Kilometer langer rechter Nebenfluss des Ob in Westsibirien (Russland, Asien).

## Verlauf
Der Tym entspringt in etwa 180 m Höhe im südöstlichen Teil des Westsibirischen Tieflands, im Bereich der flachen, sumpfigen Wasserscheide zwischen Ob und Jenissei im Westen der Region Krasnojarsk. Er durchfließt das Tiefland zunächst in westlicher Richtung, erreicht den Nordosten der Oblast Tomsk und wendet sich dort in südwestliche Richtung, die er bis zu seiner Mündung beibehält.
Im gesamten Verlauf mäandriert der Tym stark. Er mündet schließlich beim Dorf Ust-Tym bei 42 m Höhe in den Ob. Knapp zehn Kilometer oberhalb zweigt der Mündungsarm Radaika ab, der etwas weiter nördlich in den Ob-Arm Milja mündet.
Bedeutendste Nebenflüsse sind Wanschil, Podelga, Kossez und Sangilka von rechts sowie die Polta von links.

## Hydrographie
Das Einzugsgebiet des Tym umfasst 32.300 km². In Mündungsnähe erreicht der Fluss eine Breite von knapp 200 Metern bei drei Meter Tiefe; die Fließgeschwindigkeit beträgt 0,8 m/s.
Der Tym gefriert von Oktober/Anfang November bis Ende April/Mai und führt ab der Schneeschmelze im Mai bis August Hochwasser. Die mittlere Wasserführung beträgt in Mündungsnähe etwa 250 m³/s; beim am Mittellauf 272 Kilometer oberhalb der Mündung gelegenen Dorf Napas noch 191 m³/s, bei einem minimalen monatlichen Mittel von 59,2 m³/s im März und einem maximalen monatlichen Mittel von 628 m³/s im Juni.

## Infrastruktur
Der Tym ist ab der Einmündung des Wanschil und der dort liegenden Wetterstation Wanschil-Kynak auf 560 Kilometern schiffbar.
Der Fluss durchfließt sehr dünn besiedeltes Gebiet. Hier lebt gut die Hälfte der Selkupen, eines indigenen sibirischen Volkes. Zwischen den bereits erwähnten Orten Napas und Ust-Tymsk liegen am Fluss nur noch die Dörfer Molodjoschny und Negotka, am ab dort schiffbaren Nebenfluss Sangilka wenige Kilometer entfernt das Dorf Tolparowo. Nur im Bereich dieser Orte gibt es wenige unbefestigte Straßen; es existiert keine Brücke.